# العلاقات المغربية الإثيوبية
العلاقات المغربية الإثيوبية هي العلاقات الثنائية التي تجمع بين المغرب وإثيوبيا.

## مقارنة بين البلدين
هذه مقارنة عامة ومرجعية للدولتين:
| وجه المقارنة                                              | المغرب                                 | إثيوبيا                        |
| --------------------------------------------------------- | -------------------------------------- | ------------------------------ |
| المساحة (كم2)                                             | 710.85 ألف                             | 1.10 مليون                     |
| عدد السكان (نسمة)                                         | 36.07 مليون                            | 104.96 مليون                   |
| الكثافة السكانية (ن./كم²)                                 | 50.74                                  | 95.42                          |
| العاصمة                                                   | الرباط                                 | أديس أبابا                     |
| اللغة الرسمية                                             | اللغة العربية، أمازيغية معيارية مغربية | اللغة الأمهرية                 |
| العملة                                                    | درهم مغربي                             | بير إثيوبي                     |
| الناتج المحلي الإجمالي (بليون دولار)                      | 109.14 مليار                           | 80.56 مليار                    |
| الناتج المحلي الإجمالي (تعادل القوة الشرائية) بليون دولار | 274.06 مليار                           | 161.90 مليار                   |
| الناتج المحلي الإجمالي الاسمي للفرد دولار أمريكي          | 2.88 ألف                               | 619                            |
| الناتج المحلي الإجمالي للفرد دولار أمريكي                 | 7.49 ألف                               | 1.50 ألف                       |
| مؤشر التنمية البشرية                                      | 0.628                                  | 0.442                          |
| رمز المكالمات الدولي                                      | +212                                   | +251                           |
| رمز الإنترنت                                              | .ma                                    | .et                            |
| المنطقة الزمنية                                           | ت ع م+01:00                            | ت ع م+03:00، توقيت شرق أفريقيا |

## منظمات دولية مشتركة
يشترك البلدان في عضوية مجموعة من المنظمات الدولية، منها:
| علم المنظمة | اسم المنظمة                        | تاريخ انضمام المغرب | تاريخ انضمام إثيوبيا |
| ----------- | ---------------------------------- | ------------------- | -------------------- |
|             | الاتحاد البريدي العالمي            | ?                   | ?                    |
|             | مؤسسة التنمية الدولية              | 29 ديسمبر 1960      | 11 أبريل 1961        |
|             | منظمة حظر الأسلحة الكيميائية       | ?                   | ?                    |
|             | الأمم المتحدة                      | 12 نوفمبر 1956      | 13 نوفمبر 1945       |
|             | الاتحاد الأفريقي                   | ?                   | ?                    |
|             | وكالة ضمان الاستثمار متعدد الأطراف | 17 سبتمبر 1992      | 13 أغسطس 1991        |
|             | منظمة الشرطة الجنائية الدولية      | ?                   | ?                    |
|             | مؤسسة التمويل الدولية              | 30 أغسطس 1962       | 20 يوليو 1956        |
|             | البنك الدولي للإنشاء والتعمير      | 25 أبريل 1958       | 27 ديسمبر 1945       |
|             | الاتحاد الدولي للاتصالات           | 1 نوفمبر 1956       | 20 فبراير 1932       |
|             | البنك الإفريقي للتنمية             | ?                   | ?                    |
|             | الفريق المعني برصد الأرض           | ?                   | ?                    |
|             | يونسكو                             | 7 نوفمبر 1956       | 1 يوليو 1955         |

## وصلات خارجية
- موقع وزارة الخارجية المغربية
- موقع وزارة الخارجية الإثيوبية